# Vårdö
Vårdö ist eine Gemeinde in der autonomen finnischen Provinz Åland. Sie liegt auf einer Insel östlich von Ålands Hauptinsel Fasta Åland vor der Gemeinde Sund. Vårdö hat 451 Einwohner (Stand 31. Dezember 2022) und eine Fläche von 101,91 Quadratkilometern. Wie auf ganz Åland ist Schwedisch die offizielle Sprache.

## Geschichte
Die Insel Vårdö wurde vermutlich seit dem 12. Jahrhundert besiedelt. Die erste urkundliche Erwähnung stammt aus dem Jahr 1347, als König Magnus II. während einer Reise zwischen den Teilen des Reiches ein Schreiben mit in insula dicta Waerdhö (auf einer Insel namens Vårdö) zeichnete. Die Kirche von Vårdö wurde zwischen 1520 und 1560 errichtet. Der Name Vårdö bedeutet übersetzt „Wächterinsel“ und drückt die historische Bedeutung der Insel auf den Transportwegen zwischen Stockholm und Turku aus. Der alte Postweg zwischen den Städten, in Benutzung über Jahrhunderte von 1638 bis 1910, führte über die Insel. Die Aufrechterhaltung des Posttransportes, wenn auch oft lebensgefährlich, gehörte in dieser Zeit zu den wichtigsten Wirtschaftsfaktoren der Insel.

## Wirtschaft
Das Wirtschaftsleben Vårdös ist von Landwirtschaft und Dienstleistungen geprägt. Es gibt hier die größten Apfelanbaugebiete Ålands mit dazugehörigen Saftpressen. Eine wichtige Rolle spielt auch der Fremdenverkehr. Die Insel beherbergt mehrere Bungalowdörfer und einen Campingplatz. Die Zukunftsplanungen der Gemeinde sehen vor, einen Golfplatz rund um den Lövösund anzulegen. Im Zuge dessen soll auch ein Ferienpark mit mehreren Bungalows entstehen. Bei der Entwicklung des Konzeptes wurde insbesondere Wert auf den Umweltschutz gelegt. So soll der Park einen geschlossenen Wasserkreislauf erhalten und soll seinen Strom mittels Windkraft weitgehend selber produzieren.

## Persönlichkeiten
Zwei bekannte finnische Schriftsteller, Sally Salminen (1906–1976) und Anni Blomqvist, wurden in Vårdö geboren.

## Bilder

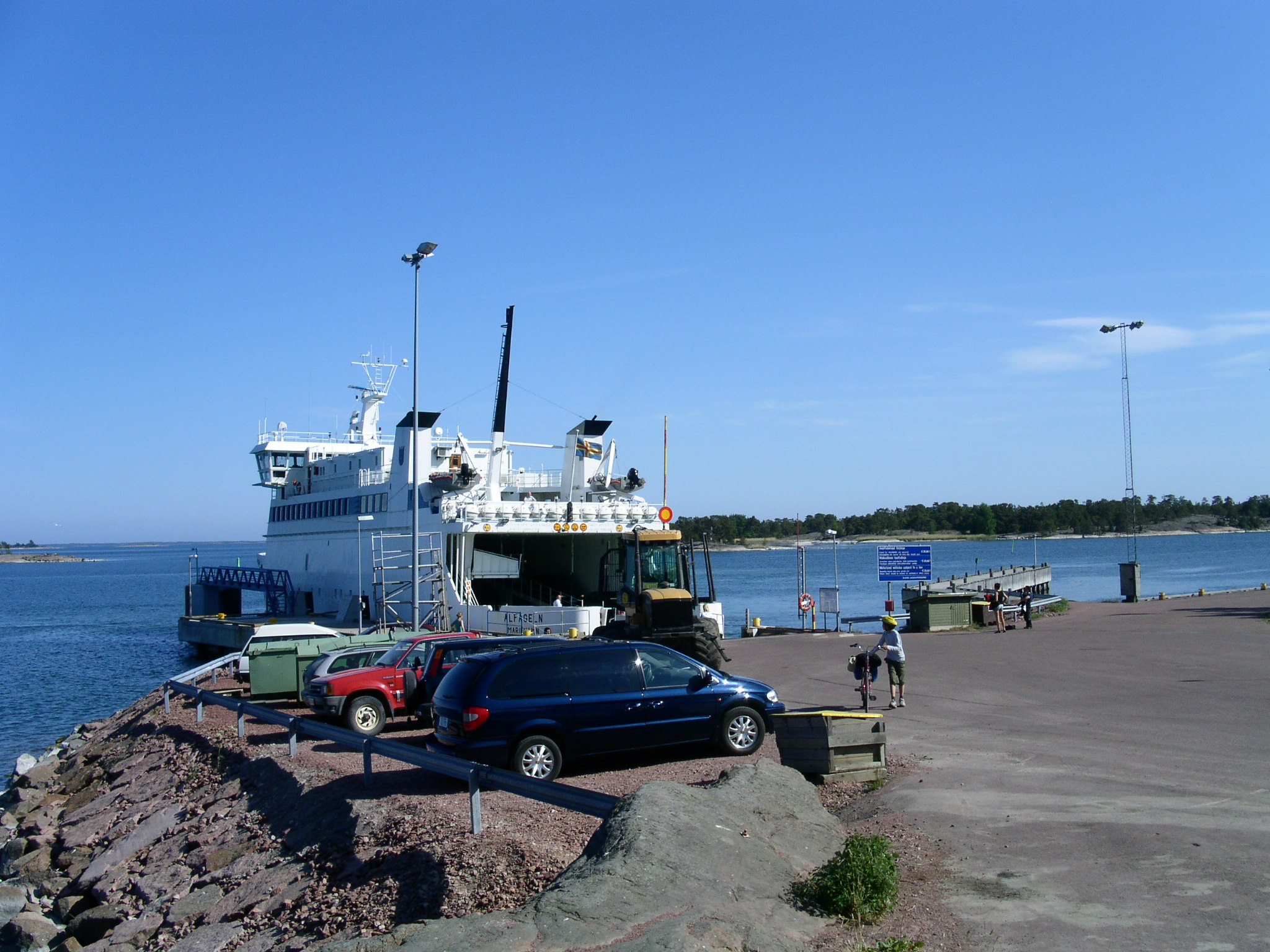
Fähre am Hafen von Vårdö
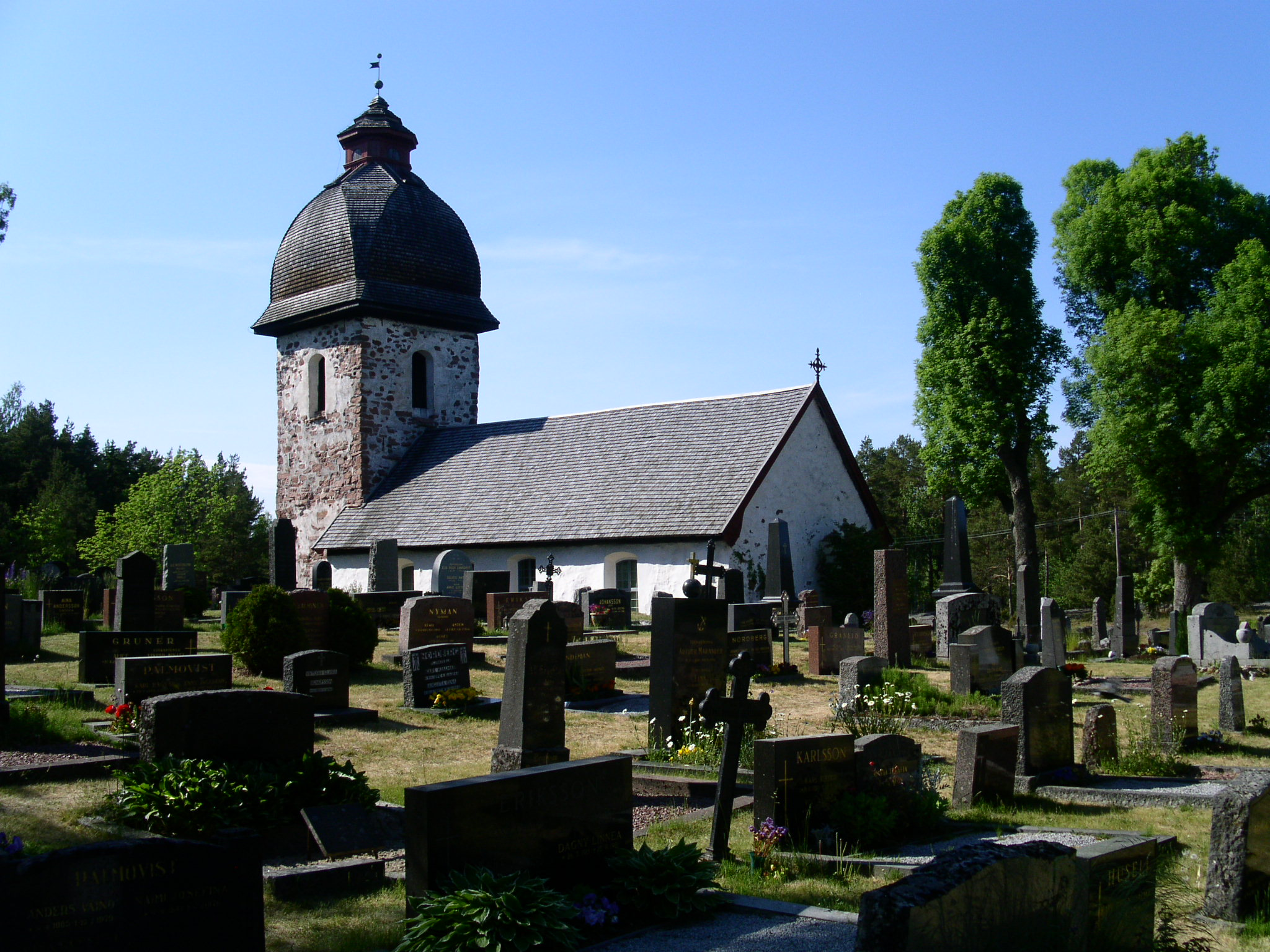
Die Kirche von Vårdö